# Cécile des Baux
Cécile des Baux, dite Passerose, née en 1230 et morte le 21 mai 1275, est, par mariage, comtesse, puis régente du comté de Savoie. Elle appartient à la famille des Baux.

## Biographie

### Origines
Cécile naît vers 1230. Elle est la fille de Barral Ier, seigneur des Baux et de Venaissin, vicomte de Marseille, et de Sibylle d'Anduze, fille de Pierre Bernard d'Anduze et de Constance de Toulouse. Cette dernière est la sœur du comte de Toulouse, Raymond VII.
Elle est surnommée « Passerose » en raison de sa beauté,.

### Mariages
Cécile des Baux semble avoir été promise, selon Samuel Guichenon ou encore l'Académie delphinale, à Guigues V, dauphin de Viennois, mais l'union ne sera pas consommée en raison de leur jeune âge. Toutefois, le généalogiste se trompe puisque les dates de vie de Guigues V (v. 1125-1162) sont antérieures d'un siècle, il s'agit en plutôt du contemporain Guigues VII de Viennois. Ce dernier a en effet été capturé par Barral Ier des Baux en Provence, qui lui promet de lui rendre la liberté en échange d'un mariage avec sa fille. Libéré, le Dauphin retourne dans ses terres et épouse en 1253, Béatrice de Faucigny (1237-1310), fille du futur comte de Savoie Pierre II et d'Agnès de Faucigny.
Cécile est ensuite promise par le comte de Toulouse, son oncle, au comte de Savoie, Amédée IV, veuf d'Anne de Bourgogne,. Le comte de Savoie promet « mille marcs d'argent de douaire, qui furent assignés sur les villes, et châteaux de Chambéry et de Montmélian ». 
Elle épouse par procuration le représentant du comte, le chevalier Humbert de Seyssel, seigneur d'Aix,. La cérémonie se déroule dans la chapelle Notre-Dame d'Orange, en janvier 1244,.

### Comtesse puis régente de Savoie
En 1252, un an avant de mourir, le comte de Savoie rédige un testament précisant que son frère Thomas II, seigneur de Piémont et comte de Flandres, et son épouse, Cécile, doivent servir de régents à Boniface si lui-même meurt prématurément. Boniface n'a que neuf ans lorsqu'il hérite du comté de Savoie et il est donc placé sous la régence de sa mère et de son oncle. Quand Thomas meurt, en 1259, Cécile reste seule régente et l'un de ses premiers actes en tant que telle est d'exempter Saint-Germain-sur-Séez de ses taxes contre l'aide de ses habitants pour guider les voyageurs à travers le col du Petit-Saint-Bernard. Sous cette régence, les oncles de Boniface, Pierre II et Philippe Ier continueront d'acquérir des territoires et d'influencer les régions alentour au nom du comte héritier.
La comtesse meurt le 21 mai 1275 et elle est enterrée à l'abbaye d'Hautecombe.

## Descendance
Cécile des Baux et Amédée de Savoie auraient eu trois, voire peut être quatre enfants selon Guichenon : 
- Boniface (1244-1263)[7]
- Béatrice (1245-† 1292), épouse de Pierre de Bourgogne (de Chalon de Bourgogne-Ivrée), dit « le Bouvier », seigneur de Châtel-Belin, fils du comte Jean Ier de Chalon, puis en 1274 à Manuel de Castille et de Leon (1234-1283), Infant de Castille et de Leon, 1er seigneur de Villena[3],[8].
- Constance, morte sans avoir été mariée[9].
- Éléonore (Léonore), mariée en 1269 à Guichard, seigneur de Beaujeu[3],[10].